# Pachyphragma
Pachyphragma é um género botânico pertencente à família Brassicaceae.